# Myosotis ramosissima
Myosotis ramosissima és una planta herbàcia anual o biennal nativa d'Europa, on creix de manera silvestre en terrenys sorrencs, especialment prop de la costa. Creix de manera silvestre a Europa en terrenys sorrencs i secs o en prades, moltes vegades prop de la costa marítima. És rara excepte a Itàlia i a les Illes Britàniques està protegida. Aquesta espècie en concret no és utilitzada per a jardineria. No obstant això si el gènere, amb espècies excel·lents, farcit de rocalles, composició de colors amb l'agreujant de colors en diferents tonalitats. Formen conjunts cridaners i decoratius. No es troben utilitats farmacològiques.
És una herba erecta, de fins a 30 cm d'alçada, amb la tija de secció circular i pubescent. Les fulles basals formen una roseta, les distals són alternes, ovades a espatulades, pubescents, A la primavera floreix produint inflorescències cimoses i elongades de floretes blaves, rarament blanques amb el marge blau, amb la corol·la de cinc pètals, de no més de 2 mm de longitud. El fruit és un aqueni de parets molt dures, amb una sola llavor, la llavor és marró i ovoide, amb l'àpex agut.